# Otto Nicolai

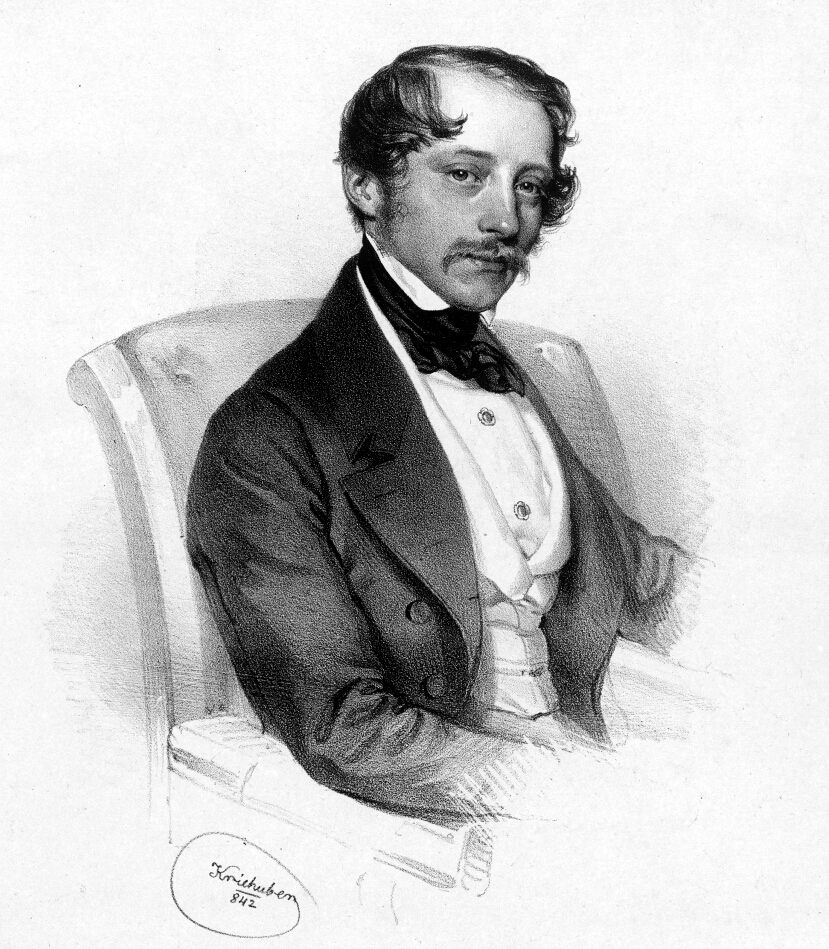
Josef Kriehuber: Otto Nicolai, Lithographie (1842)

Carl Otto Ehrenfried Nicolai (* 9. Juni 1810 in Königsberg i. Pr.; † 11. Mai 1849 in Berlin) war ein deutscher Komponist und Dirigent. Während seines Engagements in Wien rief er die „philharmonischen Konzerte“ ins Leben und gründete auf diese Weise die Wiener Philharmoniker. Bekannt wurde er vor allem durch seine Oper Die lustigen Weiber von Windsor.

## Ausbildung
Otto Nicolai wurde in Königsberg unweit der Steindammer Kirche geboren und am 21. Juni 1810 in dieser Kirche getauft. Er war das erstgeborene Kind von Carl Ernst Daniel Nicolai (1785–1857) und Christiane Wilhelmine Lauber (1782–1854). Nach der frühen Trennung der Eltern kam Otto zunächst zu Pflegeeltern, einer Klavierbauerfamilie; zeitweise lebte er auch bei seinem Onkel Ehrenfried. Der Vater heiratete dann zum zweiten Mal und nahm seinen Sohn in die neue Familie wieder auf, die sich 1826 durch die Geburt von Nicolais Halbschwester Cassandra vergrößerte.

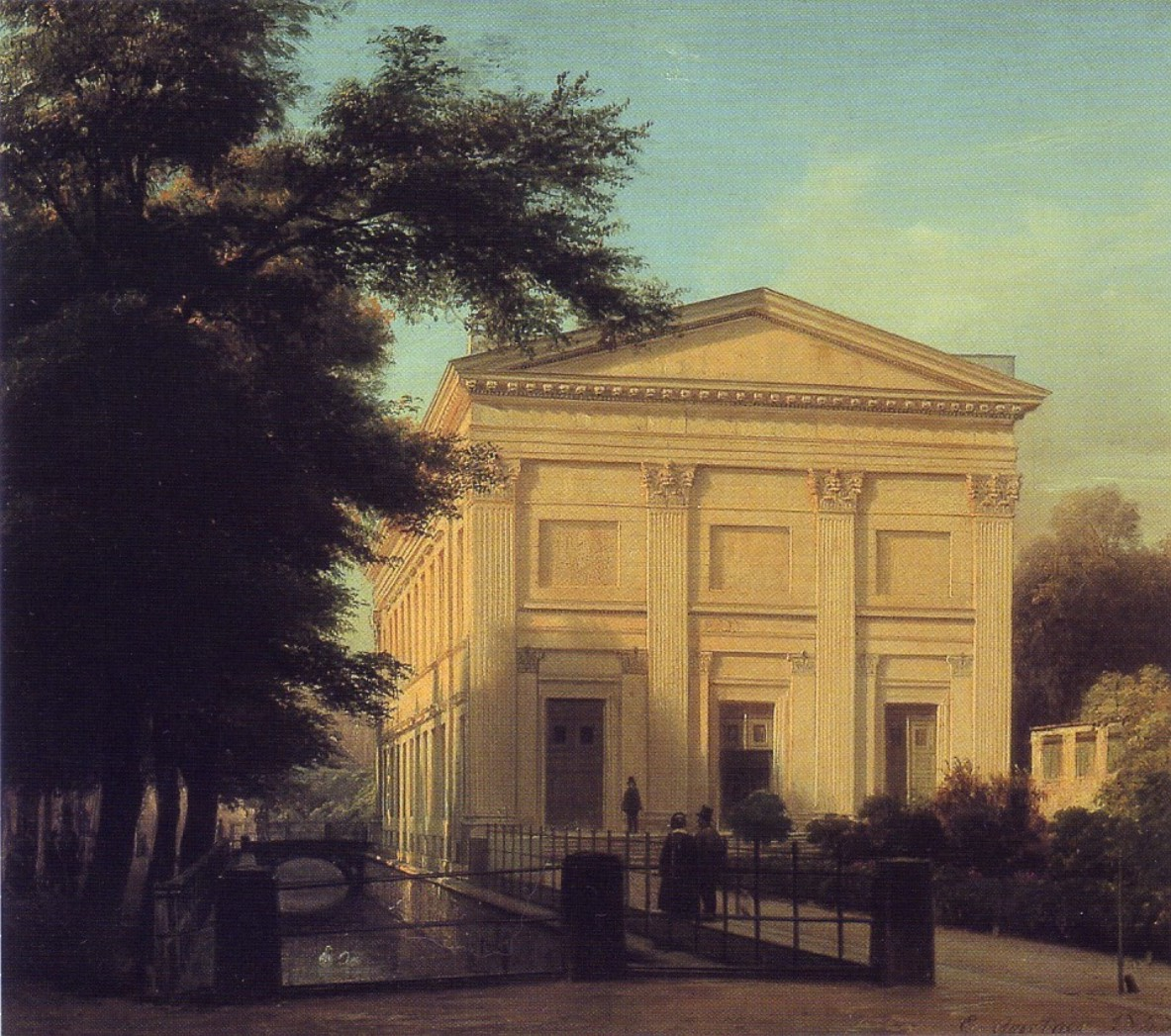
Sing-Akademie zu Berlin (1843)

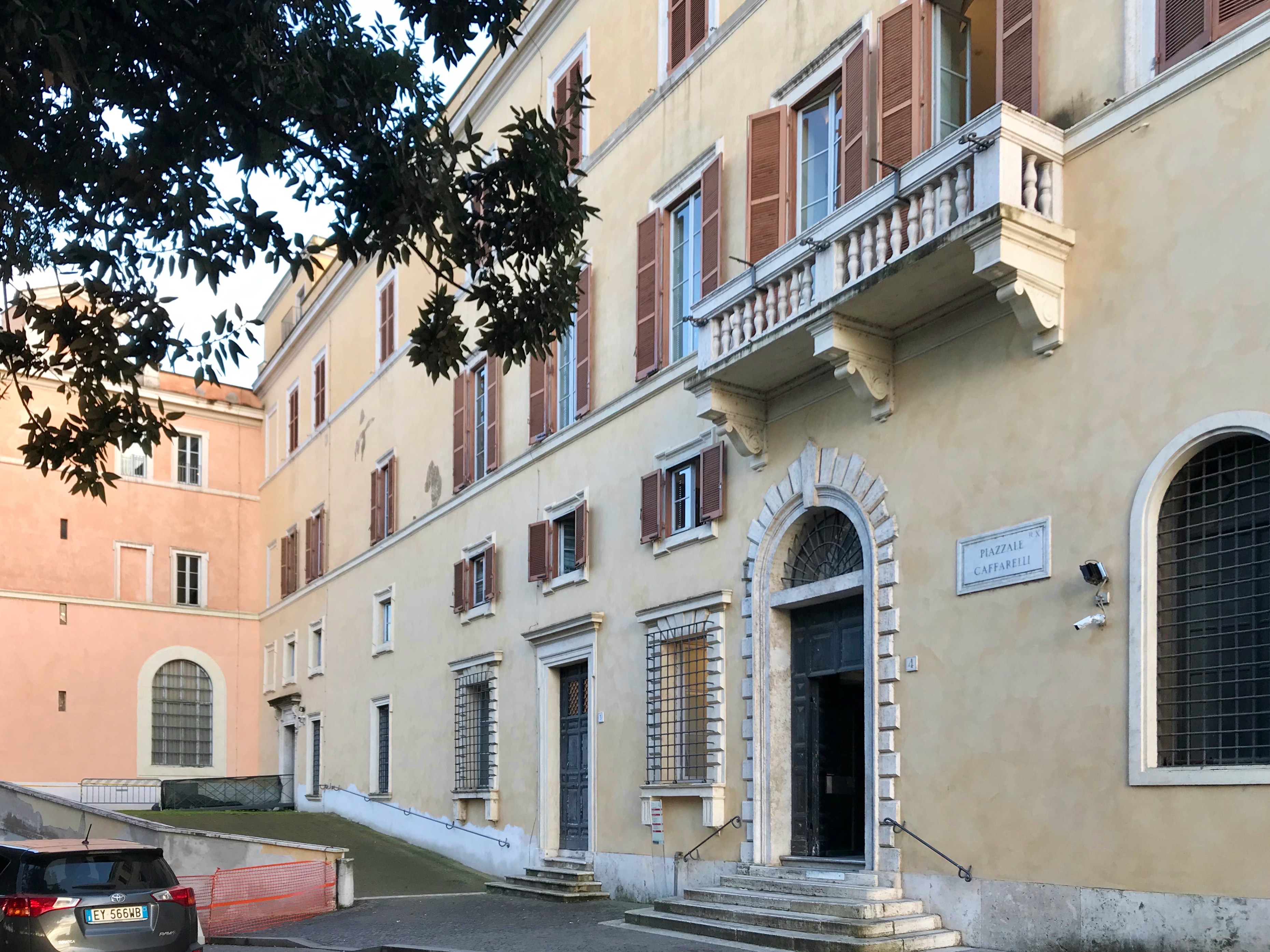
Preußische Gesandtschaft im Palazzo Caffarelli

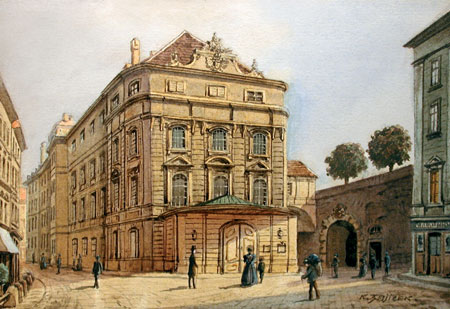
Wiener Hofoper im Theater am Kärntnertor

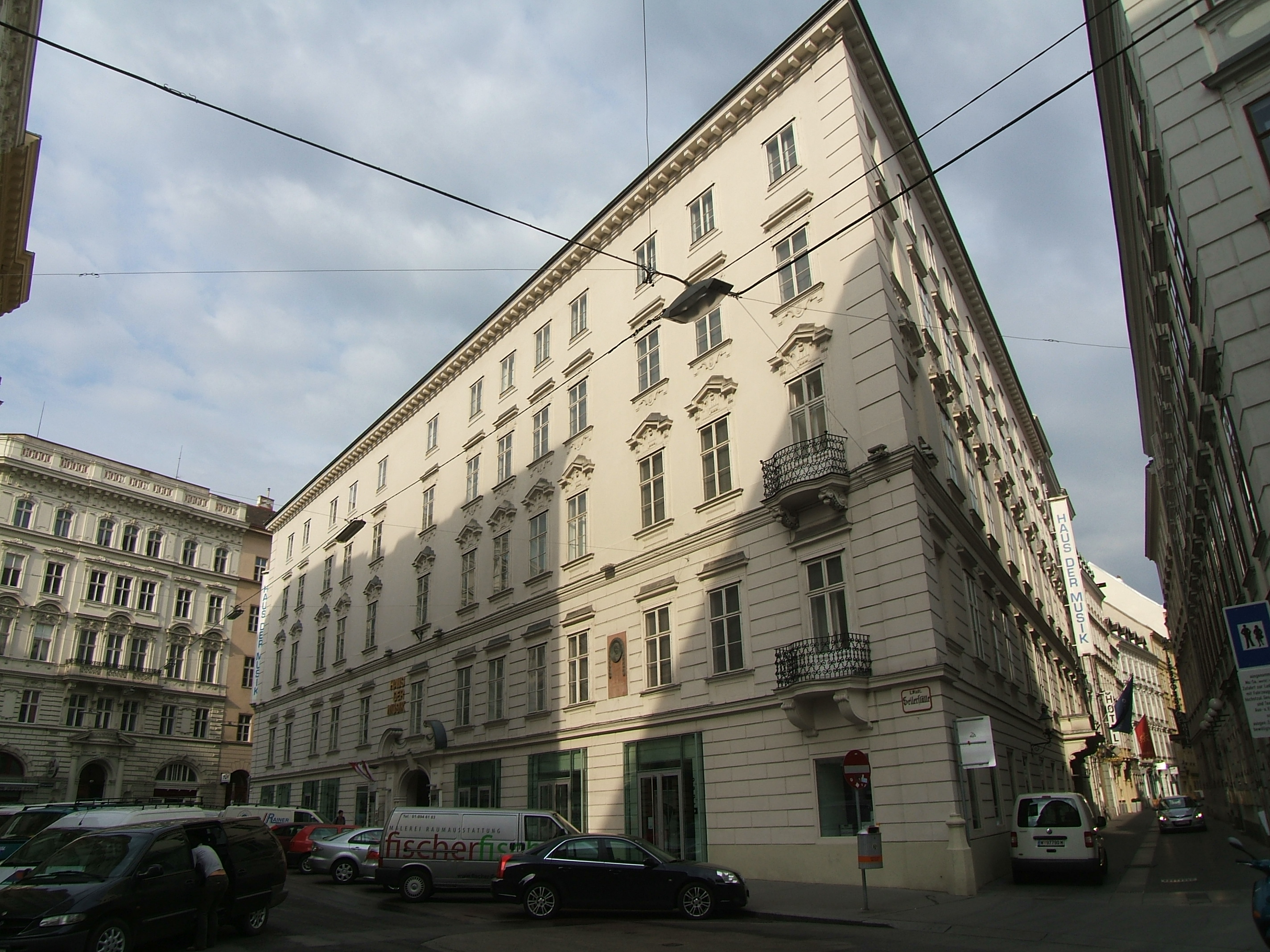
Palais Erzherzog Carl, Nicolais Wohnhaus in Wien 1842

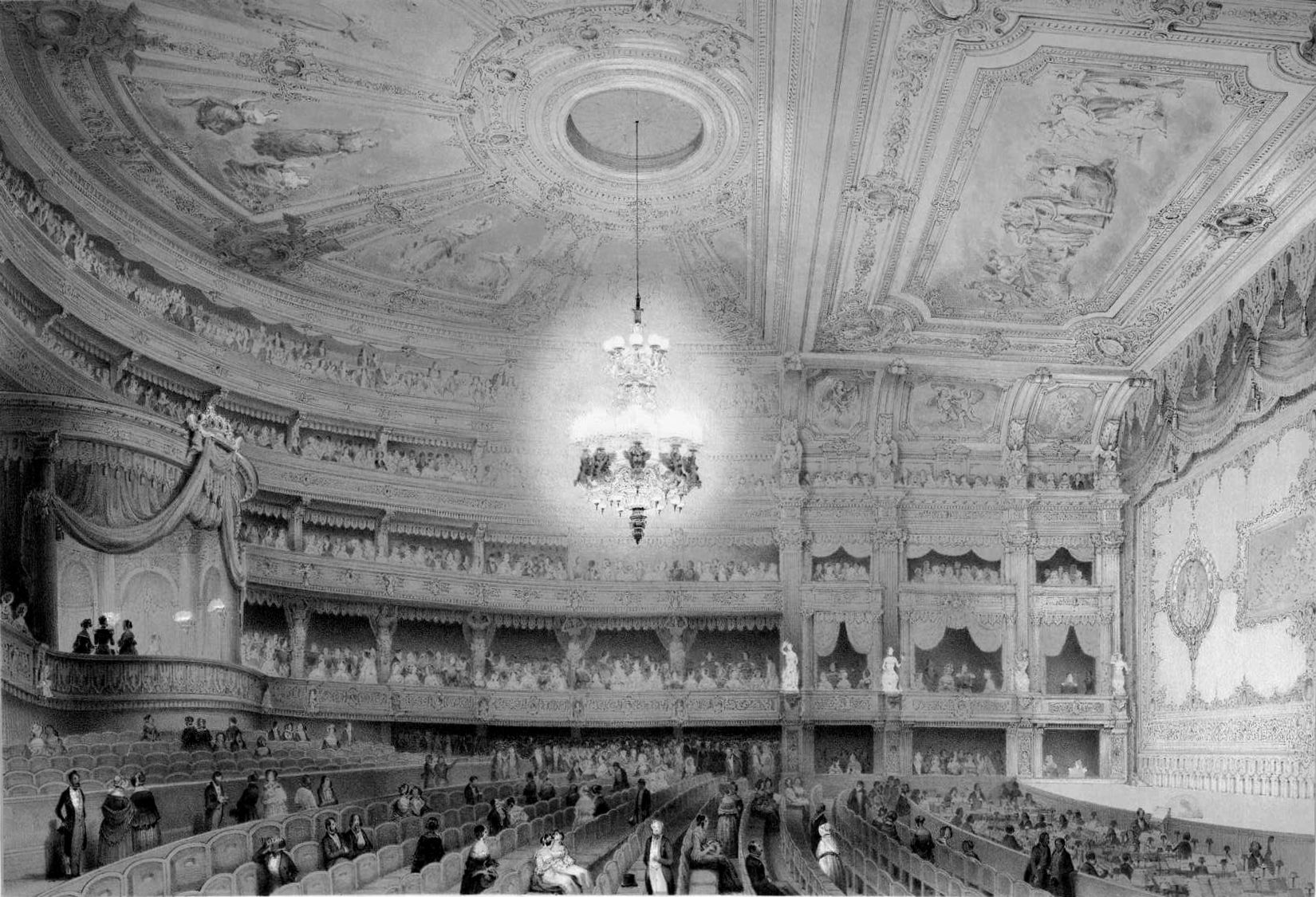
Opernhaus Berlin 1844

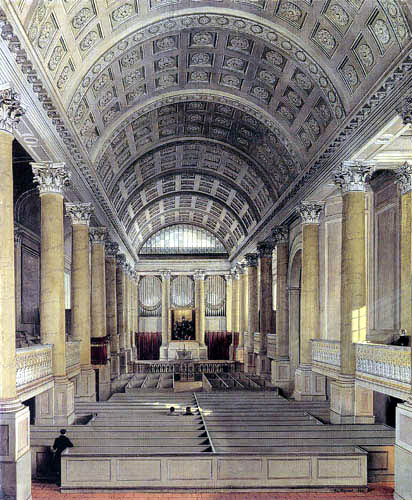
Alter Dom Berlin, Innenraum

Seit dem 6. August 1819 besuchte Nicolai das Collegium Fridericianum. Von seinem despotischen Vater erhielt er den ersten Musikunterricht. Der Vater bemühte sich mit großer Strenge und auch körperlicher Züchtigung, aus seinem hochtalentierten Sohn ein musikalisches Wunderkind zu machen, um ihn ausnutzend selbst zu Ruhm und Geld zu gelangen. Anfang 1826 entfloh Otto Nicolai nach einigen vergeblichen Versuchen erfolgreich seinem Elternhaus und fand zunächst Zuflucht in Stargard bei dem Divisions-Auditeur August Adler, der ihn wie einen Sohn aufnahm und im Alter von 17 Jahren nach Berlin zum Studium schickte. Als Zwanzigjähriger trat er in die Sing-Akademie zu Berlin (in der dortigen Aufführung von Bachs Matthäus-Passion am 27. März 1831 sang er die Bass-Partie des Jesus), in die Jüngere und Ältere Liedertafel sowie in den „Lieder-Verein Berlin 1829“ (von Februar bis Oktober 1830) ein. Diese Mitgliedschaften wirkten sehr prägend auf sein weiteres Leben. Hieraus erwuchsen für ihn wertvolle Bekanntschaften wie u. a. mit Friedrich Schleiermacher, August Hoffmann von Fallersleben, Georg Poelchau und der Familie Mendelssohn. Sein Studium absolvierte Nicolai von 1827 bis 1830 am Königlichen Institut für Kirchenmusik bei Bernhard Klein (Komposition), Emil Fischer (Gesang), Ludwig Berger (Klavier).

## Anstellungen in Rom, Wien und Berlin
Anschließend erreichte ihn am 8. November 1833 ein Angebot über eine just freigewordene Organistenstelle an der Preußischen Gesandtschaftskapelle in Rom, die ihm auf Empfehlung durch Carl Friedrich Rungenhagen auch zugesprochen wurde. Dort sollte er seine „Entwickelung als Componist im Fache der geistlichen Musik zu vollenden.“ Nicolai sagte die Stelle am 20. November 1833 zu und erreichte Rom gut zwei Monate später. Von der zeitgenössischen italienischen Oper hielt er, wie damals alle gebildeten deutschen Musiker, wenig. Seine Reisebriefe aus Italien dokumentieren jedoch, dass er mehr und mehr zum Konvertiten wurde, als er in Italien erlebte, welch große emotionale Wirkung diese Art von Musik auf das Publikum hatte. Seine Begeisterung drückte er auch in einem programmatischen Artikel aus, den er Robert Schumann zur Veröffentlichung in der Neuen Zeitschrift für Musik sandte. In Rom knüpfte er Kontakt zu Fortunato Santini und Giuseppe Baini, bei dem er ab Juni 1835 auch regelmäßigen Unterricht genoss. Zu dieser Zeit beschäftigte er sich intensiv mit den Werken Palestrinas und anderen altitalienischen Meistern. Bereits zum 1. April 1836 legte er sein Amt an der Gesandtschaftskapelle nieder. In der Folgezeit durchreiste Nicolai Oberitalien, nahm u. a. Kontakt mit Gaetano Donizetti und Saverio Mercadante auf und versuchte sich als Komponist italienischer Opern.
1837 wechselte Otto Nicolai für ein Jahr als Kapellmeister an das Wiener Kärntnertortheater neben Conradin Kreutzer, ging aber 1838 neuerlich nach Italien und widmete sich neuerlich der Komposition von Opern. 1840 gelang ihm mit Il templario nach damaligen Begriffen ein Welterfolg, der ihm sogleich zwei weitere Opernaufträge einbrachte. Als er im Herbst 1840 den Auftrag zu Il proscritto für die Mailänder Scala annahm, war er mit der Sängerin Erminia Frezzolini verlobt. Bei der Premiere war diese bereits mit dem Tenor Antonio Poggi verheiratet. Wohl aus Frustration torpedierte sie die Premiere, indem sie ihren Part nur nach Art einer Generalprobe andeutete. Nicolai war darüber so konsterniert, dass er umgehend das Angebot annahm, nach Ostern 1841 in Wien seinen Templario zu dirigieren. Der Erfolg war überwältigend, so dass ihm die Stelle des 1. Kapellmeisters an der Wiener Hofoper angeboten wurde. Nicolai war zunächst im Zweifel, ob er sich in Wien niederlassen sollte, zumal er für Herbst 1841 schon wieder einen Auftrag für Turin übernommen hatte, entschied sich dann aber doch für die ökonomisch sicherere Stelle in Wien. Mit dem Orchester des Kärntnertortheaters begründete er 1842 die philharmonischen Konzerte und damit zugleich die Wiener Philharmoniker.
Auch die Wiener Stelle war mit der Verpflichtung verbunden, Opern zu komponieren. Nicolai suchte zunächst lange nach einem geeigneten Libretto. Schließlich entschloss er sich zu einer Bearbeitung seines Proscritto. Was als einfacher Versuch einer deutschen Übersetzung begann, endete in einer gründlichen Umarbeitung, bei der über weite Strecken die Musik neu komponiert wurde. In dieser Gestalt war die Oper Die Heimkehr des Verbannten in Wien sehr erfolgreich; kein Geringerer als Hector Berlioz, der das Werk dort gehört hatte, zählte Nicolai daraufhin zu den bedeutendsten Opernkomponisten seiner Zeit. Das König Friedrich Wilhelm IV. gewidmete Pater noster und die Festouvertüre über das Thema des Chorals Ein feste Burg ist unser Gott zur 300-Jahr-Feier der Universität Königsberg bahnten allmählich wieder Beziehungen zu Berlin an. Als nach einem Streit mit dem Hofopern-Pächter Carlo Balochino Nicolais Vertrag als Kapellmeister in Wien nicht verlängert wurde, folgte er 1847 dem Ruf in die preußische Hauptstadt, wo er als Dirigent des Königlichen Domchores und als Kapellmeister der Königlichen Oper berufen wurde. Als Bedingung hatte er ausgehandelt, dass er in diesem Amt mit der Heimkehr debütieren dürfe. Er hat daraufhin das Werk nach Fertigstellung der Lustigen Weiber von Windsor ein weiteres Mal überarbeitet und nannte es nun Der Verbannte. Der Ausbruch der Revolution 1848 verhinderte die Erstaufführung unter seiner Leitung. Und da Nicolai dem König in Potsdam die Lustigen Weiber vorgespielt und vorgesungen hatte, wurde deren Premiere Anfang 1849 vorgezogen. Der Verbannte folgte erst postum im Herbst 1849 im Rahmen einer Galavorstellung zu Ehren des Geburtstages der Königin. Dazu mussten strikte Zeitvorgaben eingehalten werden, die den Kapellmeister Heinrich Dorn zu umfangreiche Strichen zwangen, die das Werk entstellten. Dabei wurden auch Passagen gestrichen, die Nicolai eigens für Berlin neu komponiert hatte und die bis heute auf ihre Uraufführung warten. Nicolai komponierte neben Opern auch zahlreiche Lieder, geistliche und weltliche Chorwerke.
Am 11. Mai 1849 nachmittags verstarb Nicolai an einer Hirnblutung. Die Nachricht, dass die Preußische Akademie der Künste ihn zum ordentlichen Mitglied gewählt hatte, hat ihn nicht mehr erreicht. Der König selbst besuchte den Trauergottesdienst und ließ den Sarg in seiner Kutsche zum Dorotheenstädtischen Friedhof II in der Liesenstraße, wo er beerdigt wurde (Feld E), überführen. 1851 wurde die vom Berliner Tonkünstler-Verein gestiftete Grabplatte aufgelegt. Um den Erhalt der Grabstätte zu sichern, hatte die Intendantur der Königlichen Schauspiele das Grab 1907 gekauft. Seit Ende 1956 wird es als Ehrengrab der Stadt Berlin gepflegt.

## Rezeption
Nicolais bis heute bekanntestes Werk sind Die lustigen Weiber von Windsor geblieben, die zusammen mit den Opern Albert Lortzings als Paradigma der deutschen Spieloper gelten. Die modernen Erstaufführungen von Il templario und Die Heimkehr des Verbannten (Chemnitz 2008 und 2011) haben jedoch gezeigt, dass Nicolais Können und Bedeutung damit unterschätzt wird. Il templario ist (wie 2016 die Salzburger Festspiele bewiesen haben) eine veritable Belcanto-Oper, die zusammen mit Saverio Mercadantes La vestale und Giovanni Pacinis Saffo zu den drei großen Opernerfolgen der italienischen Opernsaison 1840 gehörte. Diese bildeten den Rahmen, innerhalb dessen sich das Schaffen des jungen Giuseppe Verdi bewegte. Allerdings blieb diese Leistung Nicolais seinen deutschen Zeitgenossen verborgen, da diese in der italienischen Oper nur billigen Kling-sang (Richard Wagner) sahen. Und unter diesem Vorbehalt litt auch die Berliner Premiere des Verbannten, dem bescheinigt wurde, dass es eben unmöglich sei, aus einer italienischen eine deutsche Oper zu machen, nicht wissend, dass darin gerade noch etwa 15 % jener Musik erklang, die 1840 in Mailand gespielt wurde.
Als Reverenz an ihren Gründer und das 150. Gründungsjubiläum wurde beim Neujahrskonzert der Wiener Philharmoniker 1992 die Ouvertüre der Oper Die lustigen Weiber von Windsor aufgeführt. 25 Jahre später stand beim Neujahrskonzert der Wiener Philharmoniker 2017 der Mondaufgang aus diesem Werk auf dem Programm.

## Auszeichnungen
- 1833 Berlin: Schenkung eines Brillantringes an Otto Nicolai seitens des Königs Friedrich Wilhelm III. als Zeichen der Anerkennung des Musikschaffens
- 1836 Rom: Ehrenmitglied der Accademia Nazionale di Santa Cecilia
- 1836 Berlin: Ernennung zum Königlich Preußischen Musikdirektor
- 1836 Bologna: Aufnahme in die Accademia Filarmonica
- 1839 Wien: Schenkung eines kostbaren Diamantringes seitens des Großfürsten von Russland für die Widmung dreier Militärmärsche (persönlich vierhändig mit einem Musikfreund vorgespielt)
- 1840 Mailand: Nach der Aufführung seiner Oper Il templario im Teatro alla Scala (stürmische Ausbrüche der Begeisterung) galt er als „neunter“ in der Reihe der größten italienischen Opern-Komponisten – nach Rossini, Bellini, Donizetti, Mercadante, Ricci, Pacini, Coccia und Coppola. Man nannte ihn nun scherzhaft „Nicolino“.
- 1842 Salzburg: Ehrenmitglied des Mozarteums, Salzburg[8]
- 1843 Berlin: Große goldene Medaille für Kunst und Wissenschaft
- 1844 Berlin: Roter Adlerorden vierter Klasse
- 1845 Königsberg: Schenkung eines prächtigen, silbernen Dirigentenstabes (mit entsprechender Eingravierung) seitens der Stadt Königsberg (Geburtsort Nicolais) als Dank und Anerkennung für seinen musikalischen Einsatz anlässlich der 300-Jahr-Feier der Universität Königsberg vom 27.–31. August 1844. Am 27. August 1844 eine Soiree mit einem Zyklus von Musikstücken aus der Oper Der Tempelritter, gegeben von Nicolai im Stadttheater Königsberg, er selbst am Piano – als Ersatz für die ausgefallene Aufführung des besagten Musikwerkes, das zu seinen Ehren von der Theaterdirektion geplant, aber wegen zu geringer Probezeit nicht umsetzbar war; am 28. August 1844 seine Festouvertüre über den Choral Ein feste Burg ist unser Gott; am 2. September 1844 gleicher Musikvortrag in der Schlosskirche – hier auf Wunsch des Königs, da er aus Gesundheitsgründen am Konzert im Dom nicht teilnehmen konnte
- 1845 Königsberg: Schenkung einer goldenen Dose und Gedenkmünze als Dank seitens der Universität Königsberg für seine persönliche Mitwirkung bei der 300-Jahr-Feier der Universität Königsberg[9]
- 1846 Berlin: Schenkung einer „goldenen Tabaksdose“ seitens König Friedrich Wilhelm IV. für sein Pater noster op. 33[10]

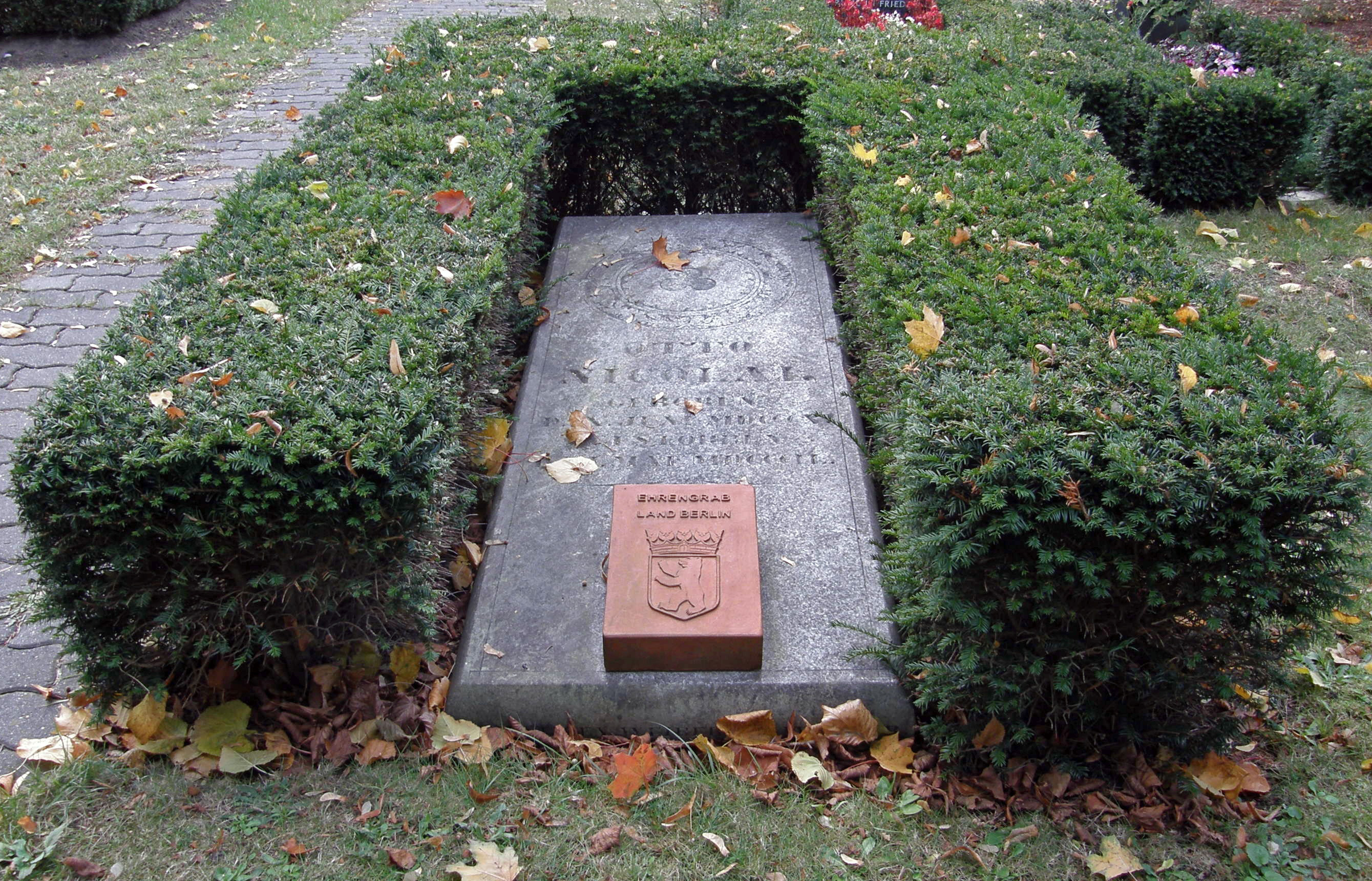
Grabstätte (1851)

- 1849 Berlin: Mitglied der Königlich Preußischen Akademie der Künste
- 1851 Berlin: Dorotheenstädtischer Friedhof II (Liesenstraße), Grabstätte von Otto Nicolai, Auflegung einer grauen Granit-Grabplatte mit vergoldeter Einprägung: Kranz und Aufschrift („Otto Nicolai, geboren am 9. Juni 1810, gestorben am 11. Mai 1849“), seitliche Einprägung der Titel seiner 3 bedeutendsten Opern (Die Heimkehr des Verbannten, Der Tempelritter und Die lustigen Weiber von Windsor) und der Schrift (untere Seite): „Gewidmet v. Tonkünstlerverein zu Berlin, 1851“
- 1910 Königsberg: Anbringung einer Otto Nicolai-Gedenktafel an seinem Geburtshaus, seinerzeit Königsberg, Steindamm 277, anlässlich der 100. Geburtstagsfeier
- 1910 Königsberg: Lebensgroße Büste vom Berliner Bildhauer Albert Manthe anlässlich des 100. Geburtstages des Komponisten
- 1910 Berlin: Gedenktafel am letzten Wohnhaus Nicolais in Berlin anlässlich des 100. Geburtstages des Komponisten

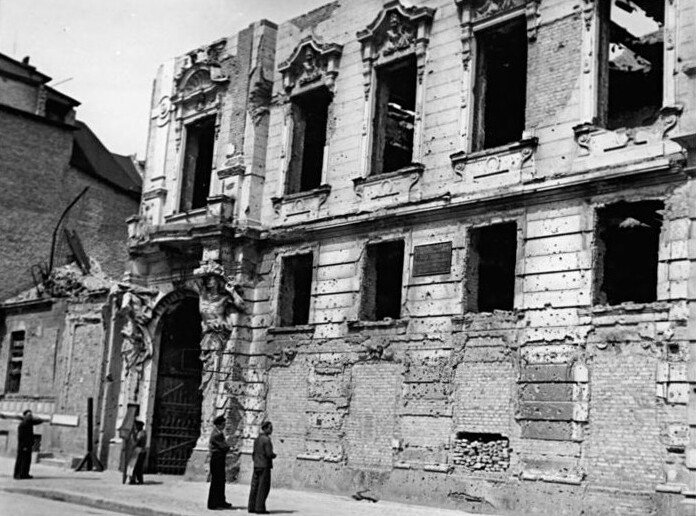
Hier wohnte in seiner letzten Lebenszeit Otto Nicolai – Gedenktafel am Metropoltheater (Behrenstraße 57)

- 1931 Berlin: Umbenennung eines Verkehrsweges im Stadtteil Berlin-Lankwitz (Komponistenviertel) in „Nicolaistraße“
- 1932 Königsberg: Feuervergoldete, lebensgroßen Otto-Nicolai-Bronze-Büste vom Bildhauer Franz Andreas Threyne (Professor der Kunsthochschule Königsberg); 1936 feierlich im Umgang des ersten Ranges im Königsberger Opernhaus enthüllt; 1944 in einer Bombennacht vernichtet
- 1942 Wien: Anbringung der „Otto Nicolai-Gedenktafel“ – anlässlich der 100-Jahr-Feier der Wiener Philharmoniker – am Stadtpalais des Erzherzoges Karl in Wien, Seilerstätte 30 (Haus der Musik/Klangmuseum)
- 1942 Wien: Stiftung der Nicolai-Medaille (in Silber und Gold) der Wiener Philharmoniker (Ehrung in Gold u. a. Carl Schuricht, Karl Böhm, Leonard Bernstein, Gerhart Hauptmann, Wilhelm Furtwängler)
- 1956 Berlin: Otto-Nicolai-Grabstätte als „Ehrengrab“ von der Stadt Berlin übernommen und gepflegt
- 1992 Wien: Emission der Österreichischen „Otto Nicolai-Gedenkmünze“, 100 Schilling in Silber – anlässlich des 150. Gedenkjahres der Gründung der „Wiener Philharmoniker“
- 2000 Wien: Das Haus der Musik (Museum der Wiener Philharmoniker) in Wien mit einer lebensgroßen Wachsfigur des Komponisten wird in Nicolais ehemaligem Wohnhaus eröffnet
- 2010 Wien: Einsetzung des „Otto Nicolai-Gedenksterns“ in den Gehsteig vor dem Haus der Musik in Wien
- 2010 Königsberg/Kaliningrad: Anbringung der „Otto Nicolai-Gedenktafel“ (Stiftung der Wiener Philharmoniker) – anlässlich seines 200. Geburtstages – am Königsberger Dom (Portalbereich) im Rahmen eines großen Festkonzertes der Wiener Philharmoniker im Dom (Musik-Ausschnitt, gespielt vom Domorganisten Artjom Chatschaturow, aus der kirchlichen Festouvertüre über den Choral Ein’ feste Burg ist unser Gott op. 31)
- 2017 Wien: Herausgabe der österreichischen Gedenkmünze „Wiener Philharmoniker“ in Silber im Wert von 20 Euro aus Anlass des 175. Geburtstags der Wiener Philharmoniker, u. a. mit Bildnis Nicolais, der das Orchester 1842 begründet hatte[11][12]

## Werke

### Opern
- La figlia abbandonata (Die verlassene Tochter); Libretto: Stummel, Fragment; Mailand 1837; daraus konzertante Teilaufführung des Quintetts, Mailand 1837
- Enrico secondo (Heinrich II), Melodrama, 2 Akte; Libretto: Felice Romani; 1837/38, UA: 26. November 1839 in Triest, Teatro Grande; ursprünglich Rosamonda d’Inghilterra (Rosamund aus England)
- Il templario (Der Templer), Melodrama, 3 Akte; Libretto: Girolamo Maria Marini, nach Walter Scotts Roman Ivanhoe, 1839/40; UA: 11. Februar 1840 in Turin, Teatro Regio, als Teodosia; UA: 1843 in Neapel; deutsche Übersetzung 1845 von Siegfried Kapper, als Tempelritter, tragische Oper, 3 Akte, EA: 20. Dezember 1845 in Wien, Theater am Kärntnertor. Eine von Willi Hanke und Max Loy (im Auftrag der Reichsstelle für Musikbearbeitung) als Die Sarazenerin geplante Umarbeitung konnte kriegsbedingt nicht mehr ausgeführt werden. Moderne Erstaufführung der Originalfassung 2008 in Chemnitz.
- Gildippe ed Odoardo (Gildippe ist die Gemahlin von Baron Eduard), Melodrama, 3 Akte; Libretto: Temistocle Solera; UA: 26. Dezember 1840 in Genua, Teatro Regio
- Proserpina (Tochter des Jupiters und der Ceres und Gattin des Pluto, der sie in die Unterwelt entführt und zu seiner Gemahlin macht), Oper, 1841, Fragment
- Il proscritto (Der Geächtete), 1841, melodramma tragico, 3 Akte, Libretto: Gaetano Rossi; UA: 13. März 1841, Mailand, Teatro alla Scala
- Die Heimkehr des Verbannten, 1843, tragische Oper (basierend auf Il proscritto); Libretto: Siegfried Kapper; UA: 3. Februar 1844 in Wien, Theater am Kärntnertor. Eine zweite Fassung mit Titel Der Verbannte hat Nicolai 1847/48 (nach Vollendung der Lustigen Weiber) für sein Debüt als Kapellmeister an der Königlichen Oper in Berlin vorbereitet, die aber revolutionsbedingt erst im Herbst 1849 postum zur Uraufführung gelangte. Eine Bearbeitung von Willi Hanke und Max Loy in Auftrag der Reichsstelle für Musikbearbeitung wurde 1941 als Marianna, 1943 in Berlin, Staatsoper Unter den Linden aufgeführt. Moderne Erstaufführung (Wiener Fassung) Chemnitz 2011.
- Die lustigen Weiber von Windsor, komisch-phantastische Oper, 3 Akte, 1845/46; Libretto: Salomon Hermann Mosenthal nach William Shakespeare; UA: 9. März 1849 in Berlin, Hofoper

### Sinfonien
- 1. Sinfonie in c-Moll (1833)
- 2. Sinfonie in D-Dur (1835, entstanden für ein Preisausschreiben in Wien, 1845 überarbeitet)

### Orchesterwerke
- Weihnachtsouvertüre über den Choral „Vom Himmel hoch“ (1833)
- Phantasie mit Bravourvariationen über Norma (Vincenco Bellini) für Klavier und Orchester op. 25
- Variations brillantes über Themen aus der Oper „La Sonnambula“ von Bellini in der Bearbeitung für Klarinette und Orchester op. 26
- Kirchliche Festouvertüre über den Choral „Ein feste Burg ist unser Gott“ für Orchester, Chor und Orgel op. 31, 1844, UA 1844 im Königsberger Dom unter seiner Leitung, anlässlich des 300-jährigen Gründungsjubiläums der Königsberger Universität.
- Ouvertüre zur Oper Il Templario (1839)
- Ouvertüre zur Oper Il Proscritto (1841)
- Ouvertüre zur Oper Die Heimkehr des Verbannten/Der Verbannte (1843/1849). [Nicht identisch mit der Ouvertüre zum Proscritto]

### Geistliche Chorwerke
- Te Deum für acht Solostimmen, achtstimmigen Chor und Orchester (1832; Klavierauszug Berlin 1938)
- Messe Nr. 1 D-Dur für vier Solostimmen, vierstimmigen Chor und Orchester (1832; überarbeitet 1844)
- Graduale de Beata Vergine „Benedicta et venerabilis“ für Solostimmen und Chor mit Orchester (1834)
- Psalmus 54 für zehnstimmigen Doppelchor a cappella [und Orgel] (1834; überarbeitet 1835/1836)
- Hymnus in Urbis laudem „O Roma nobilis“ für Männerchor a cappella (1835)
- Pater noster für achtstimmigen Chor a cappella, op. 33 (1836, Mainz 1846)
- Offertorium in Assumptione Beatae Mariae Virginis „Assumpta est Maria“ für fünf Solostimmen und fünfstimmigen Chor, op. 38 (1846, Wien 1846)
- Salve regina für Mezzosopran und Orchester, op. 39 (1846, Wien 1847)
- Der 13. Psalm für acht Solostimmen, vierstimmigen Chor a cappella [und Klavier] (1846)
- Der 98. Psalm für vier Solostimmen, achtstimmigen Doppelchor und Orchester (1847)
- Liturgie Nr. 1 für achtstimmigen Chor a cappella (1847)
- Liturgie Nr. 2 für vierstimmigen Chor a cappella (1847)
- Der 84. Psalm für achtstimmigen Chor a cappella (1. Fassung) oder Doppelchor, zwei Trompeten, drei Posaunen und Orgel (2. Fassung) (1848)
- Der 100. Psalm für achtstimmigen Doppelchor a cappella (1848)
- Spruch „Herr, ich habe lieb“ für sechs Solostimmen (1848)
- Der 97. Psalm für vierstimmigen Chor a cappella (1848)
- Der 31. Psalm für achtstimmigen Chor a cappella (1849)
- Ehre sei Gott in der Höhe für achtstimmigen Chor a cappella (Lukas 2,14; aus der Liturgie Nr. 1; F-Dur),
- Die Strafe liegt auf ihm für achtstimmigen Chor a cappella (Jesaja 52,5; Schluss des 31. Psalm mit neuem Text; Es-Dur)
- Ecce enim Deus für achtstimmigen Chor a cappella (Fragment aus dem Psalmus 54; zuvor auch in einer Bearbeitung für acht Solostimmen erschienen; B-Dur)

### Weltliche Chorwerke
- Preußens Stimme (K. W. Lange) für Singstimme und Klavier, op. 4 (Berlin 1830; bearbeitet für Solo, vierstimmigen Chor, Militär-Musikcorps und Orchester 1848, Berlin 1849)
- Sechs vierstimmige Lieder für Sopran, Alt, Tenor und Bass, op. 6 (Leipzig 1830)
- Zwei Kanons für vier Stimmen und Klavier ad libitum, op. 8 (1833)
- Verschiedene Empfindungen an einem Platze (Goethe) für Sopran, 2 Tenöre, Bass und Klavier, op. 9 (um 1830, Halle 1832)
- Königslieder für vier Männerstimmen, op. 10 (um 1830–1833)
- Lied am runden Tisch (Köppen) für zwei vierstimmige Männerchöre (um 1830–1833)
- Vier Gesänge für vier Männerstimmen, op. 17 (um 1832)

### Lieder und Duette
- Wenn sanft des Abends, op. 2a
- Der Schäfer im Mai / Männersinn, op. 3
- Abschied, op. 13
- Auf ewig dein, op. 14
- Wie der Tag mir schleicht / Willkommen du Gottes Sonne / Die Schwalbe, op. 15
- Lebewohl / An die Entfernte / Randino / Das treue Mädchen, op. 16
- Schlafendes Herzenssöhnchen, op. 19
- Rastlose Liebe, op. 23
- Il duolo d’amore / Se tranquillo a te d’accanto / Il desiderio al lido, op. 24
- Die Träne, op. 30
- Die Beruhigung / Der getreue Bub / Stürm, stürm, du Winterwind, op. 34
- Der Kuckuck / Flohjammer / Du bist zu klein, mein Hänselein, op. 35
- Herbstlied, op. 37

### Klavierwerke
- Six danses brillantes
- Rondo capriccioso
- Sonate in d-Moll op. 27
- Mondwalzer
- Etude „Adieu à Liszt“, op. 28
- 3 Études, op. 40

### Film
- 1940: Falstaff in Wien – Regie: Leopold Hainisch[13]